# Seccanera
Seccanera o Cosmaz (in croato Kosmač) 
è un'isoletta disabitata a sud-est di Meleda, nel mare Adriatico, in Croazia. Amministrativamente appartiene al comune della città di Meleda, nella regione raguseo-narentana.

## Geografia
Seccanera è situata a soli 70 m di distanza dalla costa meridionale della parte est di Meleda; l'isoletta ha una superficie di 8412 m², lo sviluppo costiero di 354 m e l'altezza di 21,8 m.
Isole adiacenti:
- scoglio Nudo[8] (Golić), a forma triangolare, vicino alla costa di Meleda, a 90 m[2], e 250 m[2] a sud-est di Seccanera; ha una superficie di 1387 m²[1] 42°42′18″N 17°41′02″E.
- scoglio San Paolo[4], a sud-est, a circa 700 m[2] di distanza; ha circa 50 m di diametro[2] 42°41′56″N 17°40′58″E.
- Priechi (Prećski Školj o Preč), a sud-est.
- Luccovaz (Lukovac), a sud-ovest.

### Cartografia
- (HR) Mappa topografica della Croazia 1:25000, su preglednik.arkod.hr. URL consultato il 7 marzo 2017.
- Carta di cabottaggio del mare Adriatico, foglio XI, Milano, Istituto geografico militare, 1822-1824. URL consultato il 16 febbraio 2017 (archiviato dall'url originale il 13 aprile 2013).